# Ouvrage de Rochonvillers
L'ouvrage de Rochonvillers est un ouvrage fortifié de la ligne Maginot, situé sur les communes de Rochonvillers et d'Angevillers, dans le département français de la Moselle en région Grand Est.
C'est un gros ouvrage d'artillerie, comptant onze blocs. Construit à partir de 1929, il a été un peu abimé par les combats de juin 1940, avant d'être réparé puis transformé pendant la guerre froide.
Il est l'un des premiers ouvrages de la Ligne et un des plus gros, comprenant notamment le plus gros bloc (bloc 5) du Nord-Est.

## Position sur la ligne
Faisant partie du sous-secteur d'Angevillers dans le secteur fortifié de Thionville, l'ouvrage de Rochonvillers, portant l'indicatif A 8, est intégré à la « ligne principale de résistance » entre les casemates d'intervalle du Gros-Bois (C 35) à l'ouest et du Grand-Lot (C 36) à l'est, à portée de tir des canons du gros ouvrage de Molvange (A 9).
L'ouvrage a une galerie de liaison avec l'abri du Grand-Lot (X 2).

## Description
L'ouvrage est composé en surface de neuf blocs de combat et de deux blocs d'entrée, avec en souterrain une caserne, une cuisine, des latrines, un poste de secours, des PC, des stocks d'eau, de gazole et de nourriture, des installations de ventilation et de filtrage de l'air, des magasins à munitions (un M 1 et plusieurs M 2) et une usine électrique, le tout relié par des galeries profondément enterrées. Ces galeries sont construites au minimum à 30 mètres de profondeur pour les protéger des bombardements. L'énergie est fournie par quatre groupes électrogènes, composés chacun d'un moteur Diesel SGCM GVU 33 (fournissant 225 chevaux à 500 tr/min) couplé à un alternateur, complétés par un petit groupe auxiliaire (un moteur CLM 1 PJ 65, de 8 ch à 1 000 tr/min) servant à l'éclairage d'urgence de l'usine et au démarrage pneumatique des gros diesels. Le refroidissement des moteurs se fait par circulation d'eau.
- Bloc 1 : bloc d'infanterie avec une tourelle de mitrailleuses, une cloche JM (jumelage de mitrailleuses) et une cloche GFM (guetteur fusil mitrailleur).
- Bloc 2 : bloc d'artillerie avec une tourelle de 75 mm modèle 1933.
- Bloc 3 : bloc d'artillerie avec une tourelle de 75 mm R modèle 1932 et deux cloches GFM (dont une qui sert d'observatoire avec périscope, indicatif O 2 rattaché à Rochonvillers).
- Bloc 4 : observatoire avec une cloche VDP (vue directe et périscopique, indicatif O 13 rattaché à Bréhain) et une cloche GFM.
- Bloc 5 : casemate d'artillerie flanquant vers l'est avec trois créneaux pour canon de 75 mm modèle 1929, un autre créneau pour lance-bombe de 135 mm, une cloche GFM et une cloche LG (lance-grenades ; lieutenant Ballot).
- Bloc 6 : bloc d'artillerie avec une tourelle de 135 mm, une cloche GFM et une cloche LG (lieutenant Berland).
- Bloc 7 : bloc d'artillerie avec une tourelle de 135 mm et deux cloches GFM (lieutenant Lamy).
- Bloc 8 : casemate d'infanterie flanquant vers l'est avec un créneau mixte JM/AC 37 (jumelage de mitrailleuses et canon antichar de 37 mm), un autre créneau JM, une tourelle de mitrailleuses et deux cloches GFM (dont l'une sert d'observatoire J2 indicatif O 3, rattaché au Molvange).
- Bloc 9 : bloc d'infanterie avec une tourelle de mitrailleuses et une cloche GFM (adjudant Humbert).
- Entrée des munitions : type A en plan incliné descendant, avec deux cloches GFM et un créneau mixte pour JM/AC 47 (lieutenant Alfonsi).
- Entrée des hommes : en puits, armée avec un créneau mixte pour JM/AC 47 et deux cloches GFM[4].

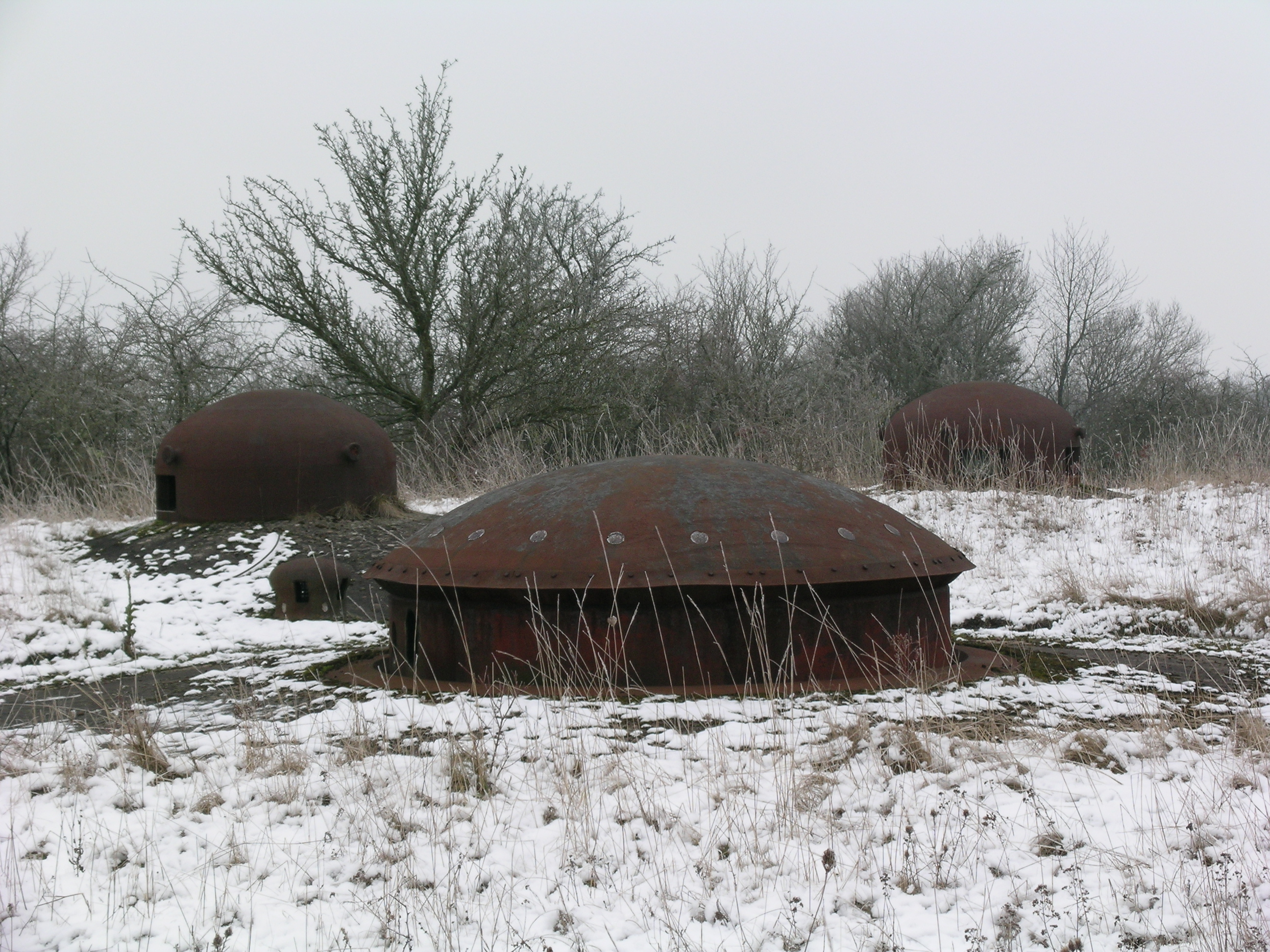
Tourelle de 75 mm du bloc 3 en batterie.
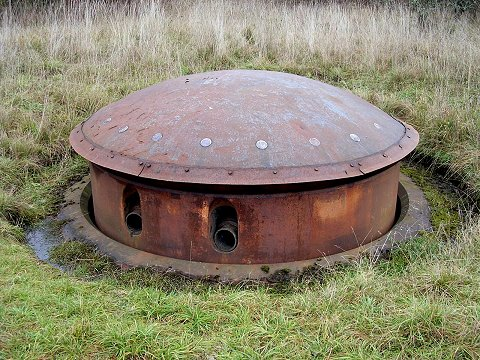
Tourelle de 135 mm du bloc 6 en batterie.
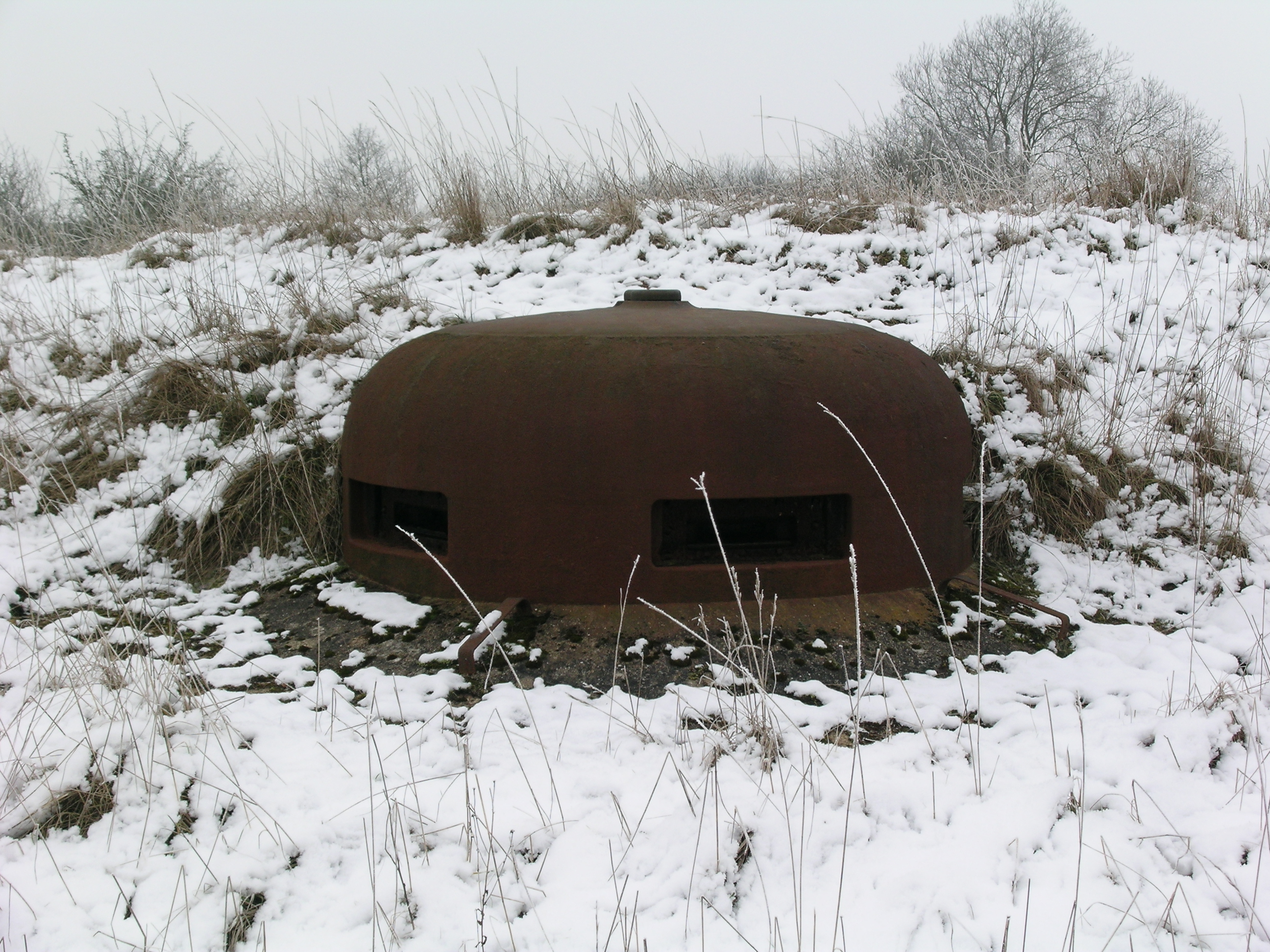
Cloche VDP du bloc 4.

## Équipage
L'équipe de l'ouvrage, sous les ordres du commandant Guillemain, comprenait 756 hommes (dont 26 officiers) des 169e RIF et 151e RAP.
- Commandant de l'ouvrage : chef d'escadron Guillemain
- Officier adjoint : lieutenant Wagner
- Commandant en seconde : commandant Marq
- Major d'ouvrage : lieutenant Sohet
- Commandant l'artillerie : capitaine Abonneau (27e batterie)
- Commandant l'infanterie : capitaine Léveillé
- Commandant le génie : capitaine Villette

## Historique

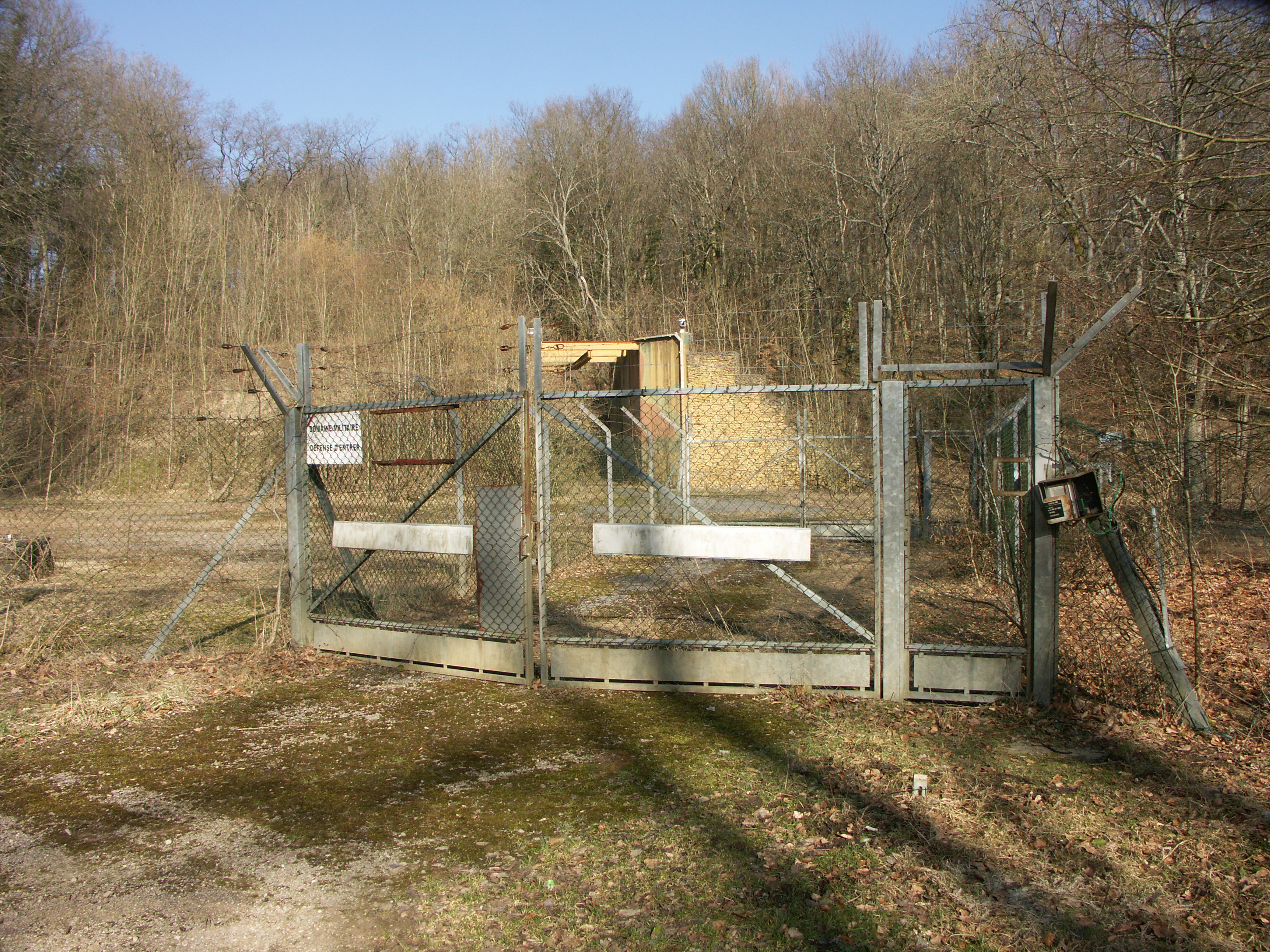
L'entrée des munitions, vue en 2011.

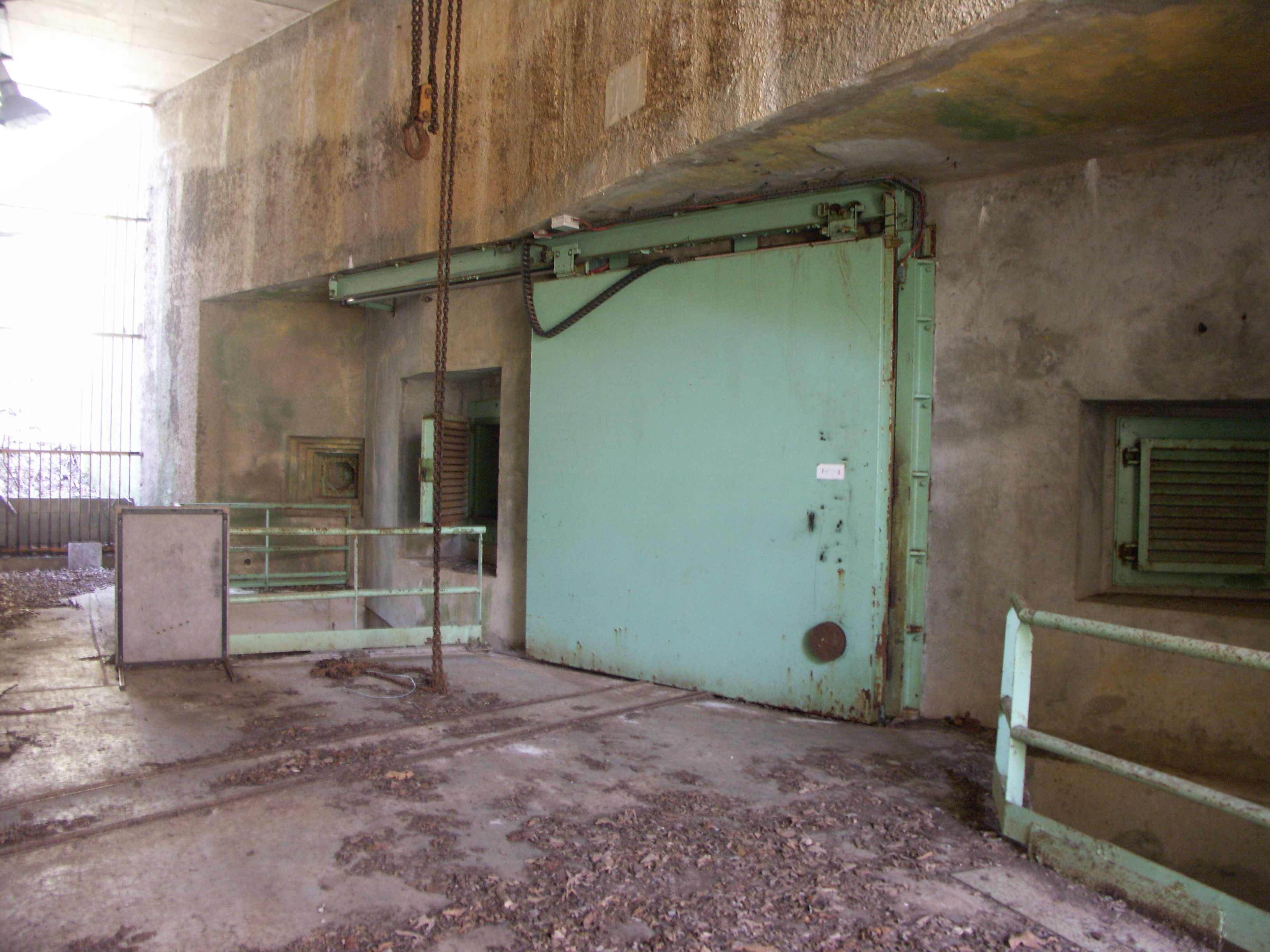
L'entrée des munitions derrière le talus, vue en 2011.

Pendant l'occupation, la Wehrmacht fait réaliser à proximité des entrées un ensemble de bâtiments destinés à former un PC de guerre et qui ne seront pas achevés.
Les travaux de modernisation des années 1980 à 1983 ont conduit à l'aménagement du PC de guerre de la 1re Armée française (le PC de temps de paix étant installé au château de Mercy près de Metz) dans l'ancien magasin M 1 de l'ouvrage, englobant une notion anti-atomique. Les entrées sont équipés d'un talus anti-souffle et les créneaux sont remplacés par des prises d'air pour les moteurs de l'usine, elle-même modernisée par le remplacement des moteurs et générateurs. Les portes des entrées sont également remplacées et des systèmes électroniques contrôlent les accès.
Le bloc 9 pour tourelle de mitrailleuses destiné à l'origine à la défense du plateau sous lequel s'étend l'ouvrage, fait également l'objet d'un profond remaniement. Ceinturé par un dispositif anti-accès surveillé et électrifié, ses dessus servirent de base à une antenne de transmission. Le bloc en lui-même contenant certains dispositifs relatifs à cette dernière, le reste du bloc se verra également modifié : installation de sanitaires de base (WC et lavabo) pour le personnel de maintenance appelé à accéder au lieu, mise à niveau du circuit électrique et modernisation de différents points comme l’éclairage. Si la tourelle de mitrailleuses reste en place, elle n'a plus alors vocation à être utilisée. Le puits d'accès côté bloc se voit fortement ensablé et la galerie côté ouvrage murée afin d'interdire toute communication physique. Par là même, Le monte-charge est neutralisé et verrouillé en position haute. L'accès rendu impossible par l'ouvrage en lui-même, celui-ci s'effectue alors par son unique cloche GFM, dont la partie émergée est supprimée pour laisser place à une échelle d'accès, coiffé d'une trappe blindée. Le tout étant surmonté d'un abri en tôles.
L'ouvrage est finalement abandonné en 2002, à l'exception du terrain où il se situe, qui reste alors employé comme terrain de manœuvres. En 2013, les « ferrailleurs » ont dévasté l'ouvrage en arrachant la totalité des câbles électriques et ont tout brûlé à l'intérieur. Les galeries sont entièrement noircies et une forte odeur est présente un peu partout à l'intérieur.

## Situation actuelle
Bien que n'étant plus utilisé, l'ouvrage appartient toujours à l'armée française.